# David Wood
David Wood (7 april 1976) is een Amerikaanse evangelist, apologeet, theoloog en missionaire YouTuber. Wood staat bekend als een criticus van de islam, het atheïsme en het agnosticisme.

## Vroegere leven en educatie
David Wood was van huis uit een atheïst, maar bekeerde zich later tot het christendom. In zijn jeugd kwam hij vaak in aanraking met justitie, bijvoorbeeld wegens inbraken. In de tijd dat hij in de gevangenis zat ging hij als atheïst vaak in discussie met medegevangene Randy, die vroom christen was. Wood had het idee dat Randy alleen christen was, omdat hij in het westen, nog specifieker, de Verenigde Staten was geboren. Hij ging de strijd met hem aan, omdat hij hem wou verslaan: hij wilde dat Randy van zijn geloof af viel. In 1996 kwam Wood echter dankzij bijbelstudie tot geloof en bekeerde zich tot het christendom.
Na zijn gevangenisstraf ging hij in 2000 studeren aan de Old Dominion University in Norfolk, Virginia, waar hij zijn bachelor filosofie haalde. Later haalde hij zijn master aan de Universiteit van Fordham in de stad New York. Tijdens zijn bachelorstudie leerde hij de Amerikaans-Pakistaans schrijver Nabeel Qureshi kennen die daar zijn kamergenoot was. Qureshi daagde hem uit om moslim te worden. Wood heeft serieus uitgezocht waarom hij als christen zich tot deze godsdienst zou bekeren. Dit deed hij door de originele bronnen, zoals de vroegste Koran en Hadiths te onderzoeken. Echter vond hij de godsdienst veel te gewelddadig in contrast tot de Bijbel en weinig evoluerend. Kamergenoot Qureshi kwam ook tot deze conclusie en bekeerde zich van de Ahmadiyyaschool van de islam tot het christendom. Wood besloot sindsdien Christelijk apologeet te worden.